# Профиль погружения

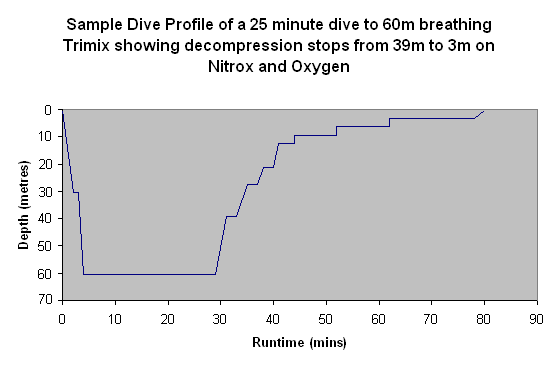
Профиль «кастрюля» с носиком

Профиль погружения — функция глубины погружения в зависимости от времени погружения. Есть несколько ярко выраженных типов профилей, которые получили свои названия за вид графиков. Профили существуют планируемые, которые рассчитываются заранее, и фактические, которые получаются в процессе погружения. Некоторые декомпрессионные компьютеры позволяют перенести профили в компьютер для последующего анализа.

## Профиль «кастрюля»
Погружение по данному профилю представляет собой быстрый спуск на заданную глубину, нахождение на ней (и только на ней), подъём на поверхность. «Кастрюля» в чистом виде может наблюдаться только в рекреационном дайвинге. При прохождении декомпрессии получается «кастрюля с носиком», направленным в правую сторону. По причине того, что интересные для осмотра места могут находиться на различной глубине, идеальный профиль маловероятен. Все расчёты, приведённые в декомпрессионных таблицах, относятся именно к данному типу погружений.

## Профиль «морковка»
Погружение этого типа характеризуется быстрым спуском на заданную глубину, непродолжительным временем пребывания на глубине с последующим подъёмом на поверхность (в том числе и с соблюдением декомпрессионных обязательств). Данный профиль погружения используется для минимизации времени декомпрессии.

## Пилообразный профиль
Данный профиль характеризуется многократным и резким изменением глубины погружения. Является опасным, так как резкие перепады давления провоцируют рост газовых пузырей в тканях тела, что может привести к ДКБ.